# Barney Ross
Barney Ross (* 23. Dezember 1909 in New York City; † 17. Januar 1967 in Chicago; eigentlich David Beryl Rasofsky) war ein US-amerikanischer Boxer.
Ross war einer von zwei berühmten jüdischen Boxern der USA vor dem Zweiten Weltkrieg, der andere war Benny Leonard.
Er gewann in den 1930er Jahren den Leichtgewichts-, Halbweltergewichts- und Weltergewichtstitel mit konsequentem Konterboxen. Ross besaß eine relativ geringe Schlagkraft und konnte deshalb nur wenige K.-o.-Siege erzielen, ging aber seinerseits nie k. o.
Er schlug Jimmy McLarnin (gewann die Serie 2-1), Billy Petrolle und Tony Canzoneri, war aber im letzten Kampf seiner Karriere gegen Henry Armstrong chancenlos.
Während des Zweiten Weltkrieges verpflichtete er sich 32-jährig für das Marine Corps, obwohl er die Altersgrenze für die Eignung bereits deutlich überschritten hatte. Er wurde schließlich in Guadalcanal eingesetzt und mit dem „Silver Star“-Orden ausgezeichnet. Seine Kriegsverletzungen und eine Malariaerkrankung resultierten in chronischen Schmerzen, die er mit Morphium zu betäuben versuchte. Von der Sucht konnte er sich erst 1947 nach einer Entzugsbehandlung befreien.
1990 fand Ross Aufnahme in die International Boxing Hall of Fame.

## Schriften
- mit Martin Abramson: No Man Stands Alone. The True Story of Barney Ross. Lippincott, Philadelphia 1957.